# Dennis & Gnasher: Unleashed!
Dennis & Gnasher: Unleashed! é uma série de animação computadorizada britânica, baseada nas tiras de quadrinhos de The Beano criado por David Law. A série começou no CBBC em 6 de novembro de 2017 e é a terceira adaptação animada da tira depois de Pestinha & Feroz (1996) e Dennis the Menace and Gnasher (2009).
A série é estrelado por Freddie Fox como Dennis.
Uma segunda série começou em 13 de julho de 2020.

## Lote
A série segue Dennis the Menace, de 10 anos, e seu cão Gnasher, enquanto ele se junta a seus amigos Pieface, JJ e Rubi para causar estragos em Walter e Beanotown e Bash Street School, em um mundo cheio de aventura repleta de ação onde as regras apenas entrar no caminho.
Cada episódio também inclui uma curta seção 2D apresentando pulgas de Gnasher contando piadas.

## Personagens
- Dennis (dublado por Freddie Fox):
- Gnasher: Cão de estimação de Dennis, um cão Abissínio de Pêlo de Arame.
- Peter "Pieface" Shepherd: Um garoto que adora tortas. Ele tem uma batata de estimação chamada Paul.
- Jemima "JJ" Jones:
- Rubidium "Rubi" von Screwtop: Filha do Professor von Screwtop. Ela é engenhosa e faz invenções.
- Sra. Creecher: A professora da aula de Dennis.
- Walter Brown: Originalmente um Softy, Walter agora é esperto e ambicioso, e quer estragar os planos de Dennis e é o principal antagonista da série.
- Wilbur Brown: O prefeito de Beanotown.

## Elenco
- Freddie Fox como Dennis o personagem principal e um mestre dos problemas.
- Rasmus Hardiker como Walter Brown, arquiinimigo de Dennis e Grizzly Griller, um explorador que é uma paródia de Bear Grylls.
- Ryan Sampson como Peter "Pieface" Shepherd. Um dos melhores amigos de Dennis e com uma personalidade bastante estranha e tem uma batata de estimação, Paul.
- Kathryn Drysdale como Jemima "JJ" Jones. Outra amiga de Dennis que sempre conta a Dennis suas histórias que seus irmãos mais velhos lhe contaram, embora possam não ser verdade.[4]
- Kelly-Marie Stewart como Rubidium "Rubi" von Screwtop. A mais inteligente das amigas de Dennis e usa uma cadeira de rodas, assim como sua dubladora. Ela é muito boa em fazer planos. Seu pai é o cientista Professor von Screwtop, que apareceu pela primeira vez na faixa Lord Snooty nos anos 1940.[5]
- Joanna Ruiz como Mrs. Creecher, Gran e Anne Finally - uma jornalista cujo nome é uma brincadeira com as palavras "E finalmente"....

## Produção
A série foi anunciada pela primeira vez em 8 de junho de 2016, quando o The Beano anunciou que estava montando um negócio dedicado à mídia baseado no The Beano. Dennis & Gnasher: Unleashed! será sua primeira produção.
Em 5 de outubro de 2016, foi anunciado oficialmente que a série iria ao ar no CBBC em 2017 e a primeira imagem de Dennis no CGI foi lançada.
Em 17 de março de 2017, Freddie Fox foi anunciado para expressar Dennis, um clipe da série também foi lançado.
Em 3 de julho de 2017, Rasmus Hardiker, Ryan Sampson, Kathryn Drysdale, Kelly-Marie Stewart  e Joanna Ruiz foram adicionadas ao elenco de voz e outro clipe foi lançado.
A música para a série foi composta por Rob Lord e Graham Kearns e a música tema realizada por The Vaccines.

## Episódios
| #  | Título                                                                              | Sinopse | Escrito por                   | Direção        | Data de exibição        |
| -- | ----------------------------------------------------------------------------------- | --- | ----------------------------- | -------------- | ----------------------- |
| 1  | Edubot 4000                                                                         | Walter está cansado de Dennis puxar a lã sobre os olhos de sua professora, a Sra. Creecher, para conseguir que seu pai, dono de uma grande empresa e prefeito de Beanotown, construa um robô para substituir Creecher chamado Edubot 4000. Para o desânimo de Dennis, o robô pára todas as suas brincadeiras e até pega perfeitamente uma ervilha do atirador de ervilha incrivelmente precisas de Dennis. Quando Walter também é colocado em detenção, Dennis força Walter a entregar os arquivos da empresa de seu pai para o Edubot. De volta à toca, Rubi observa que o robô é incrivelmente incrível e está à frente de seu tempo enquanto examina os blueprints e encontra uma porta de acesso onde eles poderiam instalar um vírus; o único problema é que é onde um humano está posicionado no fundo. Rubi cria um vírus e cria um tumulto nos corredores da escola onde Dennis dispara o pen drive no porto e o robô se mexe antes de explodir. Triunfante, eles retornam no dia seguinte para encontrar Creecher mais uma vez seu professor. | Jen Upton                     | Boris Hiestand | 6 de novembro de 2017   |
| 2  | Dare Dennis                                                                         | Anne Finalmente, a repórter de Beanotown está em Beanotown Park, onde ela está conversando sobre se os skatistas nas passarelas são perigosos, logo antes de Dennis aparecer e ser capturado na câmera, fazendo um incrível truque acidental e pousando em um arbusto. Dennis vai para o Den completamente envergonhado e esperando que não seja mostrado no noticiário. Para seu espanto, eles estão assistindo o vídeo no YouTube várias vezes antes do aniversário de Paul (Pieface's pet potato). Percebendo que as pessoas amam o truque, sua fama vai para a cabeça e negligencia seus amigos, enquanto ele continua a se mostrar e esquecer a festa de Paul. Mas, Walter envia um vídeo de seu gato Claudius tocando piano. Walter vende os direitos para fazer um musical de Cláudio e Dennis procura recuperar sua fama. Dennis acidentalmente envia Gnasher em um carrinho de compras e estraga o pôster de Cláudio, o musical. Dennis desiste da fama e Gnasher se torna a estrela, e Dennis se desculpa com seus amigos.                   | Tony Cooke                    | Boris Hiestand | 7 de novembro de 2017   |
| 3  | Dinmaker Diva                                                                       | Dennis e sua turma estão fartos dos jantares escolares completamente intragáveis da comidinha de Olive. Em sua missão de "derrubar o slop", eles descobrem um cartaz de sua carreira como cantora. A turma pede que ela se junte aos The Dinmakers - esperando que ela troque uma vida na cozinha pela fama. No entanto, depois de libertar a diva interior de Olive, sua nova missão é como levar Olive de volta para a cozinha! | Denise Cassar                 | Boris Hiestand | 8 de novembro de 2017   |
| 4  | Raiders of the Lost Sweetie                                                         | Sra. Creecher confisca a rara amada azeda de Dennis - The Tongue Destroyer. Dennis está desesperado para devolver o doce e leva seus amigos em uma aventura para o Confiscatorium da escola, um lugar secreto onde todos os bens confiscados estão escondidos nas profundezas da Escola Bash Street. | Jen Upton                     | Boris Hiestand | 9 de novembro de 2017   |
| 5  | Escape from Azkabash                                                                | Dennis deve escapar da detenção e da Bash Street School para fazer a Beanotown Brawny Bean Race antes que Walter a ganhe. Com a ajuda de uma nota colocada em sua mesa, ele deve passar sorrateiramente pela Sra. Creecher e fugir - a menos que o misterioso doador de notas o pare primeiro. | Matt Baker                    | Boris Hiestand | 10 de novembro de 2017  |
| 6  | Griller Thriller" Boris HiestandCiaran Murtagh e Andrew Jones13 de novembro de 2017 | O melhor herói de Dennis, Grizzly Griller, planeja fazer trekking até a nascente do River Beano, transmitindo o caminho traiçoeiro na TV ao vivo. Dennis o apresenta ao seu hamster de estimação, Galahad - apenas para descobrir que eles são o maior medo dele!Grizzly está com tanto medo que Dennis deve se disfarçar de herói e ir em seu lugar! | Ciaran Murtagh e Andrew Jones | Boris Hiestand | 13 de novembro de 2017  |
| 7  | Pie Spy                                                                             | Pieface rouba a unidade de espionagem inteligente baseada em massa (PIE) do professor Von Screwtop depois de formar uma forte ligação com o robô em forma de torta. Pieface fica desanimada quando Walter rouba dele para proteger seu pai das imagens embaraçosas que o chip de memória da TORTA contém. | Matt Baker                    | Boris Hiestand | 14 de novembro de 2017  |
| 8  | Night of the Living Veg                                                             | Sra. Creecher usa o lote da escola para realizar a competição "Maior Veg" da Classe 3C antes que os vegetais comecem a ganhar vida. | Ciaran Murtagh e Andrew Jones | Boris Hiestand | 15 de novembro de 2017  |
| 9  | The Hamazing Hamsterman                                                             | Dennis entra em uma confusão fofa quando encontra o colisor de hadrões do professor Von Screwtop com o hamster de estimação do professor, Galahad. Para impedir que Dennis se transformasse completamente em um hamster, a turma deve colocá-lo no laboratório de Wilbur para usar seu colisor de hadrons reverso e trocá-lo de volta! | Jen Upton                     | Boris Hiestand | 16 de novembro de 2017  |
| 10 | Prank Wars                                                                          | Dennis descobre que Ralf, o zelador, é o lendário Prankmaster General e é dito que ele poderia se tornar seu sucessor. Walter não deixa isso acontecer e desafia-o a uma batalha para ganhar o livro de brincadeiras de Ralf - a infame Prankypedia. | Tony Cooke                    | Boris Hiestand | 17 de novembro de 2017  |
| 11 | Give Peas a Chance                                                                  | O prefeito Wilbur aprova uma lei para aumentar a alimentação saudável em Beanotown, substituindo todos os alimentos por ervilhas ... da variedade mole! A turma deve evitar as pessoas de Beanotown que estão se transformando rapidamente em Zompeas depois de comerem o mingau verde. Dennis usa as únicas ervilhas comuns na cidade para sabotar a fábrica de mingau de Wilbur e salvar o dia! | Denise Cassar                 | Boris Hiestand | 20 de novembro de 2017  |
| 12 | The Fan                                                                             | Walter tenta arruinar a chance do The Dinmakers de alcançar a fama. Ele vai parar em nada - até mesmo vestindo um vestido e fingindo ser um fã chamado Wanda que ama Dennis para acabar com a banda! | Matt Baker                    | Boris Hiestand | 21 de novembro de 2017  |
| 13 | Screwtop Spudswap                                                                   | Dennis está desesperado para impedir que o Pieface falhe no teste de matemática da Sra. Creecher! Ele convence a turma a usar o dispositivo de troca de ideias do professor Von Screwtop. Mas em uma reviravolta desastrosa de eventos, Screwtop está à solta com o cérebro de Paul a batata e Pieface fica com uma batata com o cérebro de Screwtop para ajudá-lo através do teste! | Chris Chantler e Howard Read  | Boris Hiestand | 22 de novembro de 2017  |
| 14 | Are We There Yeti                                                                   | A turma vai em uma aventura em busca do Yeti Beanotown. | Jen Upton                     | Boris Hiestand | 23 de novembro de 2017  |
| 15 | Super Paul                                                                          | Dennis convence Pieface que Paul é um super-herói disfarçado. | Ciaran Murtagh e Andrew Jones | Boris Hiestand | 24 de novembro de 2017  |
| 16 | Wonder Sausage                                                                      | Depois de descobrir que a Wonder Sausage, a salsicha mais incrível do mundo, tem estranhos efeitos hipnóticos em Gnasher, Walter a usa para transformar Gnasher contra Dennis e sua turma. | Matt Baker                    | Boris Hiestand | 24 de novembro de 2017  |
| 17 | Jurassic Bark                                                                       | Gnasher desenterra um osso da coxa do Gnashersaurus Rex no parque. Baseado na palavra Jurassic Park | Laura Beaumont e Paul Larson  | Boris Hiestand | 6 de fevereiro de 2018  |
| 18 | Screwtop In Love                                                                    | A turma tenta encontrar uma namorada para o Professor Screwtop. | Andrew Emerson e Jen Upton    | Boris Hiestand | 7 de fevereiro de 2018  |
| 19 | The Great Beanotown Bake-Off                                                        | O Pieface quer fazer a melhor torta de todos os tempos para ganhar o bake-off anual. | Jen Upton                     | Boris Hiestand | 8 de fevereiro de 2018  |
| 20 | Why So Clonely                                                                      | Dennis acidentalmente clona a si mesmo e usa seu novo clone para fazer todas as suas tarefas. | Matt Baker                    | Boris Hiestand | 12 de fevereiro de 2018 |
| 21 | The Wrong Man-ace                                                                   | Dennis é confundido com um vilão de Beanotown enquanto disfarçado de se esgueirar para um filme de 12 anos. | Jen Upton                     | Boris Hiestand | 13 de fevereiro de 2018 |
| 22 | Red And Black To The Future                                                         | Quando Dennis encontra a máquina do tempo do professor Screwtop no laboratório, ele não consegue resistir a usá-la. | Howard Read                   | Boris Hiestand | 14 de fevereiro de 2018 |
| 23 | Pig Trouble In Little Beanotown                                                     | Dennis leva Rasher, o porco para a escola, disfarçado de estudante de intercâmbio. | Chris Chantler e Howard Read  | Boris Hiestand | 16 de fevereiro de 2018 |
| 24 | I, Clawdia                                                                          | Quando as salsichas da gangue desaparecem, Gnasher percebe que está sendo criado por Clawdia. | Chris Chantler e Howard Read  | Boris Hiestand | 19 de fevereiro de 2018 |
| 25 | Postcards From The Veg"                                                             | Pieface acha que Paul foi em férias, ou a gangue está pregando peças? | Denise Cassar                 | Boris Hiestand | 20 de fevereiro de 2018 |
| 26 | The Whole Tooth                                                                     | Quando Gnasher retorce o retrato de Walter, Walter se vinga com uma linguiça de titânio. | James Walsh                   | Boris Hiestand | 21 de fevereiro de 2018 |
| 27 | Freewheelin                                                                         | É o famoso Beanotown Freewheeler Derby! Durante a prática, a turma percebe que o kart de Walter é especialmente veloz. Preocupado que Walter bate seu recorde, Dennis cria um carrinho mais leve, mais rápido, mas perde o controle e se machuca. Cabe à cadeira de rodas de Rubi saber como e as habilidades de carting super-rápidas de Dennis para vencer a corrida. | Ciaran Murtagh e Andrew Jones | Boris Hiestand | 21 de maio de 2018      |
| 28 | Were-walter                                                                         | Há uma criatura do tipo lobisomem à espreita e a suspeita recai sobre Gnasher. Dennis tem que provar a inocência de seu melhor amigo enquanto a lua cheia brilha em Beanotown... | Alex Collier                  | Boris Hiestand | 22 de maio de 2018      |
| 29 | Dennis TV                                                                           | Walter lança seu próprio canal de TV mega-maçante e hipnótico com um amplificador de sinal que inunda todos os outros canais! Rubi ajuda Dennis a montar seu próprio canal de TV com um reforço mais poderoso para libertar os residentes de Beanotown do transe da TV de Walter. Quem vencerá a batalha por classificações? | Ciaran Murtagh e Andrew Jones | Boris Hiestand | 23 de maio de 2018      |
| 30 | The Dog Ate It Miss                                                                 | Gnasher acidentalmente engole a permissão de Dennis para a viagem da escola! Só há uma coisa para isso - eles precisam que o Prof von Screwtop use seu raio de contração para reduzi-los a seres humanos pequenos para que possam viajar com uma salsicha até a barriga de Gnasher e encontrar o deslize! Fácil! Bem, seria se não fosse pela minúscula imperatriz alienígena Miasma morando lá. | Chris Chantler e Howard Read  | Boris Hiestand | 24 de maio de 2018      |
| 31 | The Fangtom Menace                                                                  | A primeira festa do pijama no salão é perturbada por contos assustadores de um assustador Fangtom e Walter chegando com uma gangue de demolição determinada a achatar a toca! | Alex Collier                  | Boris Hiestand | 25 de maio de 2018      |
| 32 | Gnashernal Treasure                                                                 | A classe desenterra uma misteriosa cápsula do tempo que os coloca em uma corrida para encontrar tesouros escondidos antes que Walter ou um enlouquecido Paul the Potato possa encontrá-los primeiro. | Chris Chantler e Howard Read  | Boris Hiestand | 28 de maio de 2018      |
| 33 | Ralf's Last Prank                                                                   | Quando Dennis e sua turma acham que fizeram com que Ralf perdesse o emprego, eles estavam determinados a fazer o seu último dia na Bash Street School totalmente sem graça, criando a maior pegadinha que Ralf já conheceu. | Denise Cassar                 | Boris Hiestand | 29 de maio de 2018      |
| 34 | Extreme Sports Day                                                                  | Dennis recruta o Grizzly Griller para ajudar a tornar os esportes escolares mais extremos, mas à medida que ele e JJ se tornam competitivos um contra o outro, quem está sabotando suas chances de ganhar? | Matt Baker                    | Boris Hiestand | 30 de maio de 2018      |
| 35 | Today The Dog, Tomorrow The World                                                   | Estrangeiro minúsculo Imperatriz-Miasma toma o controle de Gnasher de dentro e o usa em suas tentativas de tomar o planeta Terra. Mas quando Miasma irrompe de Gnasher em Beanotown de verdade e Walter a ajuda a crescer em tamanho, o caos realmente toma conta! | Chris Chantler e Howard Read  | Boris Hiestand | 31 de maio de 2018      |
| 36 | School Of Croc                                                                      | Quando Walter deixa seu animal de estimação mimado, Crunchzilla, para cuidar de si mesmo, Dennis e sua turma o ajudam a entrar em contato com seu lado selvagem. Walter faz o melhor que pode para evitá-los, já que precisa manter o croc doma na esperança de devolver as chaves de limusine do pai, que Crunchzilla engoliu acidentalmente. | Andrew Emerson                | Boris Hiestand | 1 de junho de 2018      |
| 37 | Grizzly's Great Outdoors                                                            | Uma mordida de cobra faz com que Grizzly Griller esqueça todo o seu know-how de sobrevivência, então cabe ao seu maior fã, Dennis, ajudá-lo a reaprender suas habilidades de sobrevivência e ajudá-los a voltar em segurança para Beanotown. | Alex Collier                  | Boris Hiestand | 4 de junho de 2018      |
| 38 | Bertie's Backbone                                                                   | Dennis e sua turma treinam Bertie na arte de enfrentar as pessoas para que ele possa se rebelar contra a prepotência de Walter - mas elas o treinam muito bem e ele se torna um perigoso rebelde sem a menor idéia! | Andrew Burrell                | Boris Hiestand | 5 de junho de 2018      |
| 39 | Gnash Hit                                                                           | Grizzly Griller encontra seu melhor amigo animal para um filme repleto de ação - Gnasher! | Tim Bain                      | Boris Hiestand | 9 de julho de 2018      |
| 40 | Heroes In A Halfpipe                                                                | Os moradores de Beanotown pegam seus patins para impedir que Walter destrua o half-pipe! Dennis pode fazer o truque final para salvar o skatepark? | Chris Chantler e Andrew Read  | Boris Hiestand | 10 de julho de 2018     |
| 41 | Gran Up                                                                             | Dennis encontra o mesmo problema com Walter - Gran vai vir em socorro? | Tim Bain                      | Boris Hiestand | 11 de julho de 2018     |
| 42 | Tech Specs                                                                          | Quando o ouro de Walter desaparecer, cabe à Sra. Creecher e ao sargento Slipper resolver o caso! | Alex Collier                  | Boris Hiestand | 12 de julho de 2018     |
| 43 | Goodbye Rubi Doomsday                                                               | Rubi suspeita que seu convite para o Acampamento de Verão da Science Genius não é o que parece quando ela acha que suas invenções estão sendo usadas para o mal. | Chris Chantler e Howard Read  | Boris Hiestand | 13 de julho de 2018     |
| 44 | Pie In The Sky                                                                      | Dennis e sua turma podem ajudar o professor Screwtop a salvar Beanotown de sua maior ameaça - ele mesmo?! | Andrew Emerson                | Boris Hiestand | 16 de julho de 2018     |
| 45 | BMXcess                                                                             | Professor Screwtop bloqueia um dispositivo secreto no laboratório - mas quando Walter tenta roubá-lo, a gangue pode salvar o dia? | Ciaran Murtagh e Andrew Jones | Boris Hiestand | 17 de julho de 2018     |
| 46 | Pieface Day                                                                         | A cidade inteira celebra Pieface quando eles pensam que ele heroicamente salva Walter! Mas só Walter conhece a história real. | Alex Collier                  | Boris Hiestand | 18 de julho de 2018     |
| 47 | Crouching Dennis, Hidden Yeti                                                       | Dennis e sua turma vão em uma missão para encontrar o mestre Beanotown Blam-jitsu - o yeti Beanotown! | Denise Cassar                 | Boris Hiestand | 19 de julho de 2018     |
| 48 | Double Crust                                                                        | Professor Screwtop está cheio de tantas grandes idéias que é uma maravilha que ninguém mais tenha pensado antes, ou eles têm? | Matt Baker                    | Boris Hiestand | 20 de julho de 2018     |
| 49 | Get Lost                                                                            | A gangue se perde na floresta e tropeça na Terra das Coisas Perdidas, onde Gnasher é sequestrado por um Gnashersaurus Rex que perdeu seu amado ovo. Para salvar Gnasher, eles têm que confiar na lógica Pieface para reunir o G-Rex com seu ovo antes que Walter faça uma omelete gigantesca com ele. | Chris Chantler e Howard Read  | Boris Hiestand | 23 de julho de 2018     |
| 50 | Call Of The Wild                                                                    | Quando Gnasher é mandado para obedecer a escola por gritar o saxofone da Sra. Creecher, uma das invenções do Professor Screwtop, o Chatterbox, permite a Dennis entender barulhos de animais, então ele pode perguntar a Gnasher por que ele fez isso - se todos os outros animais em Beanotown parassem conversando com ele por um minuto! | Tim Bain                      | Boris Hiestand | 23 de julho de 2018     |
| 51 | Dennis and the Beanostalk                                                           | Um enorme Beanostalk brota em Beanotown, levando todas as coisas de Natal da gangue - e Gnasher - além das nuvens para uma terra de gigantes! Dennis e o gangue corajosamente escalam até Ginormotown, determinados a encontrar Gnasher e trazer o Natal de volta para casa. Em sua jornada, encontram-se dando todas as suas guloseimas de Natal, mostrando aos proprietários de Gin - e a si mesmos o que realmente é o espírito do Natal! Baseado na palavra Jack and the Beanstalk (livro) | Tim Bain                      | Boris Hiestand | 18 de dezembro de 2018  |